# Joeropsis latiantennata
Joeropsis latiantennata là một loài chân đều trong họ Joeropsididae. Loài này được Nunomura miêu tả khoa học năm 1999.